# 권혁기
권혁기(權赫基, 1968년 1월 28일 ~ )는 대한민국의 정치인이자 고위공무원이다. 국민대학교에서 국사학을 전공하고 고려대학교 정책대학원에서 행정학 석사 학위를 받았다. 1990년대 초 민주연합청년동지회 청년조직국장으로 정치 활동을 시작했으며, 참여정부 시절 대통령비서실 국내언론비서관실 행정관과 해양수산부 장관 정책보좌관을 지냈다. 이후 더불어민주당 전략기획국장, 국회 대변인실 부대변인, 대통령비서실 춘추관장, 원내대표 비서실장, 정무기획실장 등 정당과 청와대를 오가며 주요 직책을 맡았다. 2025년 이재명 정부에서 초대 대통령비서실 의전비서관으로 임명되었다.

## 생애
권혁기는 1968년 서울특별시에서 태어났다. 청량고등학교를 졸업한 후 국민대학교 문과대학 국사학과에 진학하였다. 학부 재학 중 국민대학교 총학생회장을 지냈으며, 이후 고려대학교 정책대학원에서 행정학 석사 학위를 취득하였다. 군 복무는 대한민국 육군 방위병으로 복무하였으며, 육군사관학교에서 소총수로 복무 후 상병으로 소집해제되었다.
1990년대 후반, 민주연합청년동지회에서 청년조직국장을 맡으며 정치 활동을 시작하였다. 이후 참여정부 시절 대통령비서실 국내언론비서관실 행정관으로 근무하였고, 해양수산부 장관 정책보좌관으로도 활동하였다. 열린우리당 부대변인, 통합민주당 대변인실장, 더불어민주당 전략기획국장, 국회 대변인실 부대변인, 국민주권선거대책위원회 수석부대변인 등의 당직을 거쳤다.
2008년, 당시 민주당 공보국장으로 재직 중이던 권혁기는 부대변인직에 지원한 이재명을 면접한 인물 중 하나였다. 권혁기는 성남의 지역 인권·노동 변호사였던 이재명이 정치적 실무를 병행할 수 있을지에 대해 의문을 제기하였으며, 이재명은 논평 작성을 이메일로 처리하겠다고 응답하였다. 이후 이재명이 성남시장에 당선된 직후인 2010년경, 성남시 대변인실 직원 대상 공보 실무 교육을 요청받아, 홍보 자문위원 자격으로 시청을 방문하여 특강을 진행하였다. 이 기간 이후 약 10여 년간 두 사람의 정치적 행보는 교차하지 않았다.
2012년 제19대 국회의원 선거에서는 민주통합당 비례대표 37번으로 출마하였으나 당선되지 못하였고, 2016년 제20대 총선에서도 더불어민주당 비례대표 22번으로 출마했으나 역시 낙선하였다. 2017년 5월 문재인 정부가 출범하면서 대통령비서실 춘추관장에 임명되었으며, 재직 중이던 2019년 1월 8일 제21대 국회의원 선거 출마를 위해 사직하였다. 이후 서울 용산구 출마를 준비하였으나 당의 전략공천 방침에 따라 본선 진출은 이루어지지 않았다.
제21대 총선 이후 김태년 원내대표의 비서실장에 임명되었고, 박홍근 원내대표 시기에는 정무실장을 맡았다. 2022년 제20대 대통령 선거 과정에서는 정세균 예비후보 캠프에 먼저 합류하였으나 후보 중도 사퇴 이후 이재명 선거대책위원회에 공보단 부단장으로 전격 합류하였다. 이후 메시지 팀 선임팀장으로 활동하며 다수 연설문과 언론 메시지를 담당하였다. 이재명 후보는 2025년 대선 수락 연설 직후 권혁기를 연설문 작성자로 지목하였다.
2023년 5월, 더불어민주당 정무조정실 산하에 신설된 정무기획실의 실장으로 임명되었으며, 이재명 대표의 사법 리스크 대응 국면에서 실무 조정을 담당하였다. 2024년 제22대 총선에서는 경기 의정부시 을 선거구 예비후보로 등록하였으나, 경선에서 탈락하였다.
2025년 6월, 이재명 정부 출범과 함께 대통령비서실 의전비서관으로 임명되었다. 노무현 정부 언론비서실 행정관, 문재인 정부 춘추관장에 이어, 세 번째로 대통령실 내 직책을 맡게 되었다.

## 역대 선거 결과
|  | 36.45% |

|  | 25.54% |